# The Half Sisters
The Half Sisters è una serie televisiva filippina trasmessa su GMA Network dal 9 giugno 2014 al 15 gennaio 2016.

## Trama
Diana e Ashley sono gemelli molto speciali, non identici. Entrambi sono nati sani e bene, ma le circostanze li rendono una coppia estremamente rara: mentre erano certamente nati dalla stessa madre, questi gemelli hanno in realtà diversi papà.
Quando sua madre Rina ebbe la sua ovulazione e divenne intimo con il marito Alfred, fu anche violentata da un ex amante, Benjie. Ma sebbene Rina sia riuscita a mantenerla segreta, Alfred dubita che Diana sia davvero sua figlia; quindi chiede un test del DNA. Si scopre che Ashley è in realtà la figlia di Alfred e Diana è stata fondata da Benjie. Alla luce delle nuove intuizioni, Benjie è condannato per il suo crimine.
Passano molti anni e le circostanze sono cambiate. Benjie è ora un ricco uomo d'affari, ma Alfred è un perdente impoverito. I conflitti sorgono quando Alfred chiede ad Ashley di fingere di essere la figlia di Benjie per rubare il diritto di nascita di Diana e la sua fortuna di famiglia.

## Personaggi
- Diana Mercado-Valdicañas, interpretata da Barbie Forteza
- Ashley Mercado-Alcantara, interpretata da Thea Tolentino
- Sebastian "Baste" Castillo-Torres, interpretato da Derrick Monasterio
- Bradley Castillo, interpretato da Andre Paras
- Karina "Rina" Mercado-Alcantara/Valdicañas/Alexa Robbins, interpretata da Jean Garcia
- Benjamin "Benjie" Valdicañas/Tonyo/Noli delos Santos, interpretato da Jomari Yllan
- Alfred Alcantara/Damon Sarmiento, interpretato da Ryan Eigenmann

## Ascolti
Secondo le valutazioni della televisione casalinga Mega Manila di AGB Nielsen nelle Filippine, il primo episodio di The Half Sisters ha ottenuto una valutazione dell'11,5%. Mentre l'episodio finale ha ottenuto un punteggio del 23,2%

## Premi e candidature
| Anno | Premio                                  | Categoria                                          | Ricevente                    | Risultato       |
| ---- | --------------------------------------- | -------------------------------------------------- | ---------------------------- | --------------- |
| 2014 | PMPC Star Awards for Television         | Migliore serie drammatica diurna                   | The Half Sisters             | Candidato/a     |
| 2014 | PMPC Star Awards for Television         | La migliore personalità della televisione maschile | Andre Paras                  | Candidato/a     |
| 2015 | ENPRESS Golden Screen Television Awards | Prestazioni eccezionali eccezionali di un attore   | Andre Paras                  | Vincitore/trice |
| 2015 | PMPC Star Awards for Television         | Migliore serie drammatica diurna                   | The Half Sisters             | Vincitore/trice |
| 2015 | PMPC Star Awards for Television         | Miglior attrice non protagonista                   | Jean Garcia                  | Candidato/a     |
| 2016 | GMMSF Box-Office Entertainment Awards   | La più promettente squadra d'amore in televisione  | Andre Paras e Barbie Forteza | Vincitore/trice |
| 2016 | GMMSF Box-Office Entertainment Awards   | Il dramma diurno più popolare                      | The Half Sisters             | Vincitore/trice |